# Marcus Lamb
Marcus Lamb (* 7. Oktober 1957; † 30. November 2021) war ein US-amerikanischer Unternehmer, evangelikaler Fernsehprediger und Motivationstrainer. Er lebte mit seiner Frau Joni und drei Kindern in Dallas. Lamb, der sich gegen COVID-Impfungen aussprach, verstarb mit 64 Jahren an den Folgen von COVID-19.

## Leben und Wirken
Lamb gründete Anfang der 1980er Jahre Word of God Fellowship und schließlich Ende der 1990er Jahre den Sender Daystar Television Network. Letzterer war Ende 2021 der zweitgrößte christliche TV-Sender weltweit und klagte im gleichen Jahr zusammen mit der ultrakonservativen American Family Association gegen eine von der Biden-Regierung beschlossene Impfpflicht. Vor Gericht nannten sie dabei die Impfpflicht eine „Sünde gegen Gottes heiliges Wort“.
Jede Woche verfolgten angeblich etwa 35.000 Menschen seine Vorträge live vor Ort sowie weitere 5 Millionen Menschen weltweit über seine TV-Sendungen, welche in Deutschland u. a. von God TV und CNBC Europe übertragen werden.
In seinen Sendungen predigte er u. a. über Themen wie Gut und Böse, Wunderheilungen und Religionsfreiheit. Mit Beginn der COVID-19-Pandemie bot er zudem Impfverweigerern und Verschwörungstheoretikern eine Plattform; er galt auch selbst als Impfgegner. Insbesondere war Lamb ein energischer Gegner von Impfungen gegen COVID-19 und behauptete unter anderem, dass Menschen an diesen sterben würden oder neurologische Schäden erlitten, obwohl er als Diabetiker ein hohes Risiko für schwere Krankheitsverläufe hatte. Zudem warnte er in seinen Sendungen vor COVID-19-Impfungen, erklärte, diese würden das „Immunsystem töten“, empfahl zu beten, statt sich impfen zu lassen und für den Einsatz gegen COVID-19 nicht zugelassene Medikamente wie Ivermectin, Budesonid und Hydroxychloroquin einzunehmen. Er sagte, er nähme vorbeugend Ivermectin.
Im November 2021 starb er nach einer SARS-CoV-2-Infektion an COVID-19.

## Kontroversen
Als Skandal bezeichnen einige Medien sein Geständnis eines Ehebruchs 2010 und ein vor der Bekanntmachung unternommener Erpressungsversuch. Die Erpresser hatten 7,5 Millionen Dollar für ihr Stillschweigen verlangt.
2020 bewarb er sich mit seinem Unternehmen, das auch den Status einer Kirche innehat und daher steuerbefreit ist, für eine staatliche Hilfszahlung aus einem Corona-Fonds, der dazu diente, sicherzustellen, dass Unternehmen weiter die Gehälter von Angestellten bezahlen können. Kurz darauf wurden Berichte laut, er habe sich von den 3,9 Mio. Dollar einen luxuriösen Privatjet gekauft. Anschließend soll er das Geld zurückgezahlt haben.